# Peiligangcultuur
De Peiligangcultuur was een neolithische cultuur in het stroomgebied van de Yi-Luo in de moderne provincie Henan, China, die bestond van ongeveer 7000 tot 5000 voor Christus. Er zijn meer dan 100 sites geïdentificeerd van de Peiligangcultuur, bijna allemaal in een vrij compact gebied van ongeveer 100 km² in het gebied langs de oevers en net ten zuiden van de rivier.
De cultuur is vernoemd naar de vindplaats die in 1977 werd ontdekt in Peiligang, een dorp in Xinzheng, Zhengzhou, provincie Henan. 
De cultuur beoefende akkerbouw in de vorm van het verbouwen van gierst en veeteelt in de vorm van het fokken van varkens en mogelijk pluimvee. De mensen jaagden op herten en wilde zwijnen en visten op karpers in de nabijgelegen rivier, met behulp van netten gemaakt van hennepvezels. De cultuur was ook een van de oudste in China waarin aardewerk werd gemaakt. De cultuur had doorgaans aparte woon- en begraafplaatsen. Veel voorkomende artefacten zijn onder meer stenen pijlpunten, speerpunten en bijlen; stenen werktuigen zoals stekers, priemen en sikkels voor het oogsten van graan; en een breed assortiment aardewerk voor onder meer het koken en bewaren van graan.

## Jiahu
De site in Jiahu is de vroegste site die in verband werd gebracht met de Peiligangcultuur. Er zijn veel overeenkomsten tussen de hoofdgroep van Peiligang-nederzettingen en Jiahu, dat op enkele dagen reizen ten zuiden van de hoofdgroep geïsoleerd lag. Archeologen zijn verdeeld over de relatie tussen Jiahu en de hoofdgroep. De meesten zijn het erover eens dat Jiahu deel uitmaakte van de Peiligangcultuur, wijzend op de vele overeenkomsten. Sommige archeologen wijzen op de verschillen, maar ook op de afstand, in de overtuiging dat Jiahu een buur was die veel culturele kenmerken deelde met Peiligang, maar een aparte cultuur bezat. De rijstteelt was bijvoorbeeld uniek voor Jiahu en werd niet beoefend in de dorpen van de belangrijkste Peiligang-groep in het noorden. Bovendien bestond Jiahu al honderden jaren vóór de nederzettingen van de hoofdgroep.

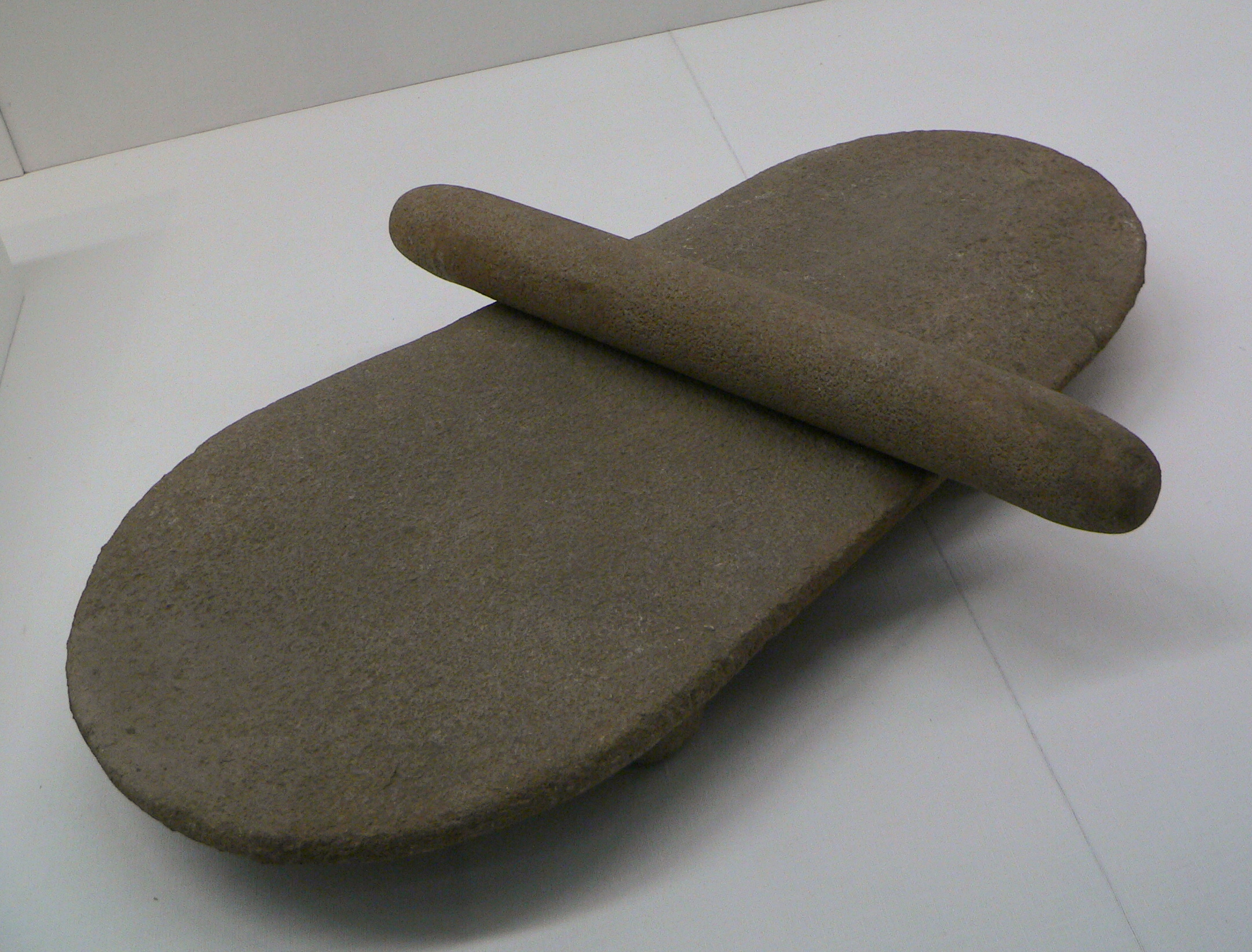
kweern uit de Peiligang-site
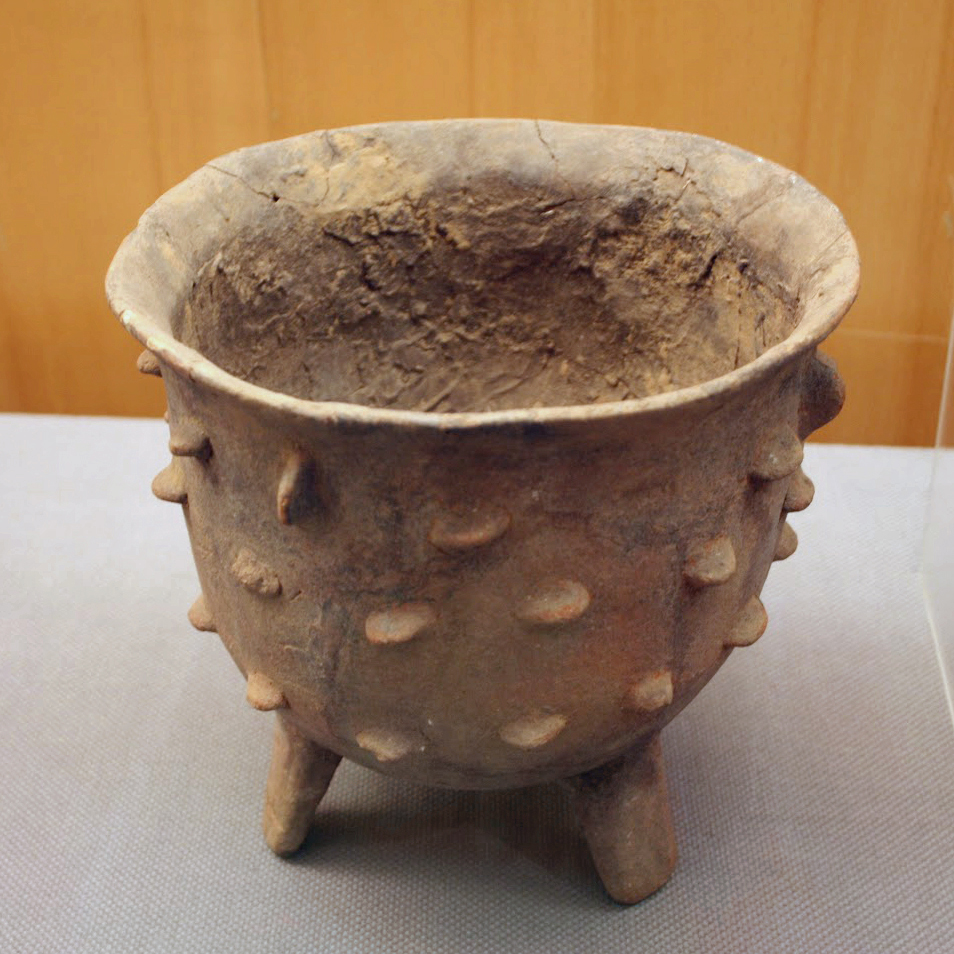
Ding, Peiligang. Provinciaal museum van Henan
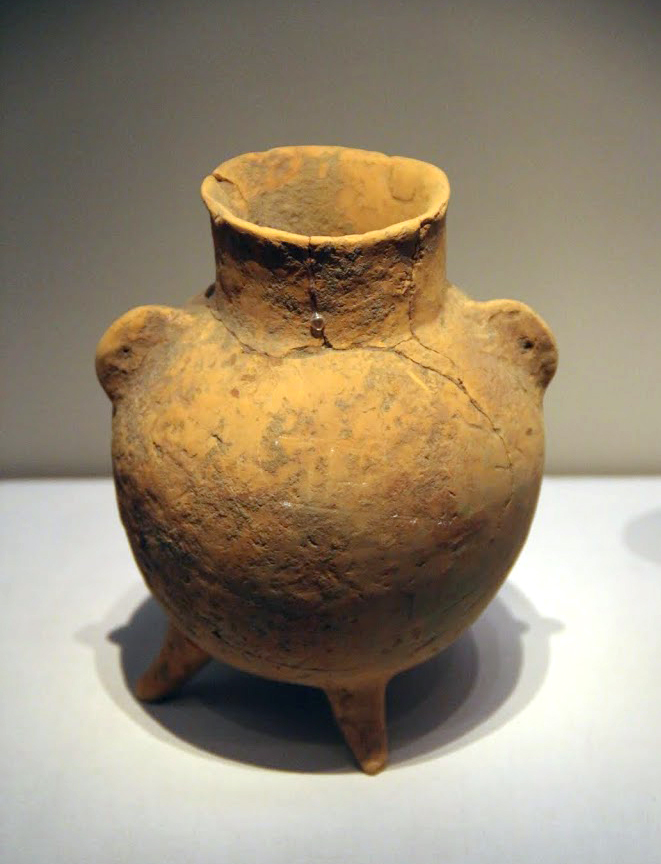
aardewerken pot, Peiligangcultuur, Xinzheng, Henan
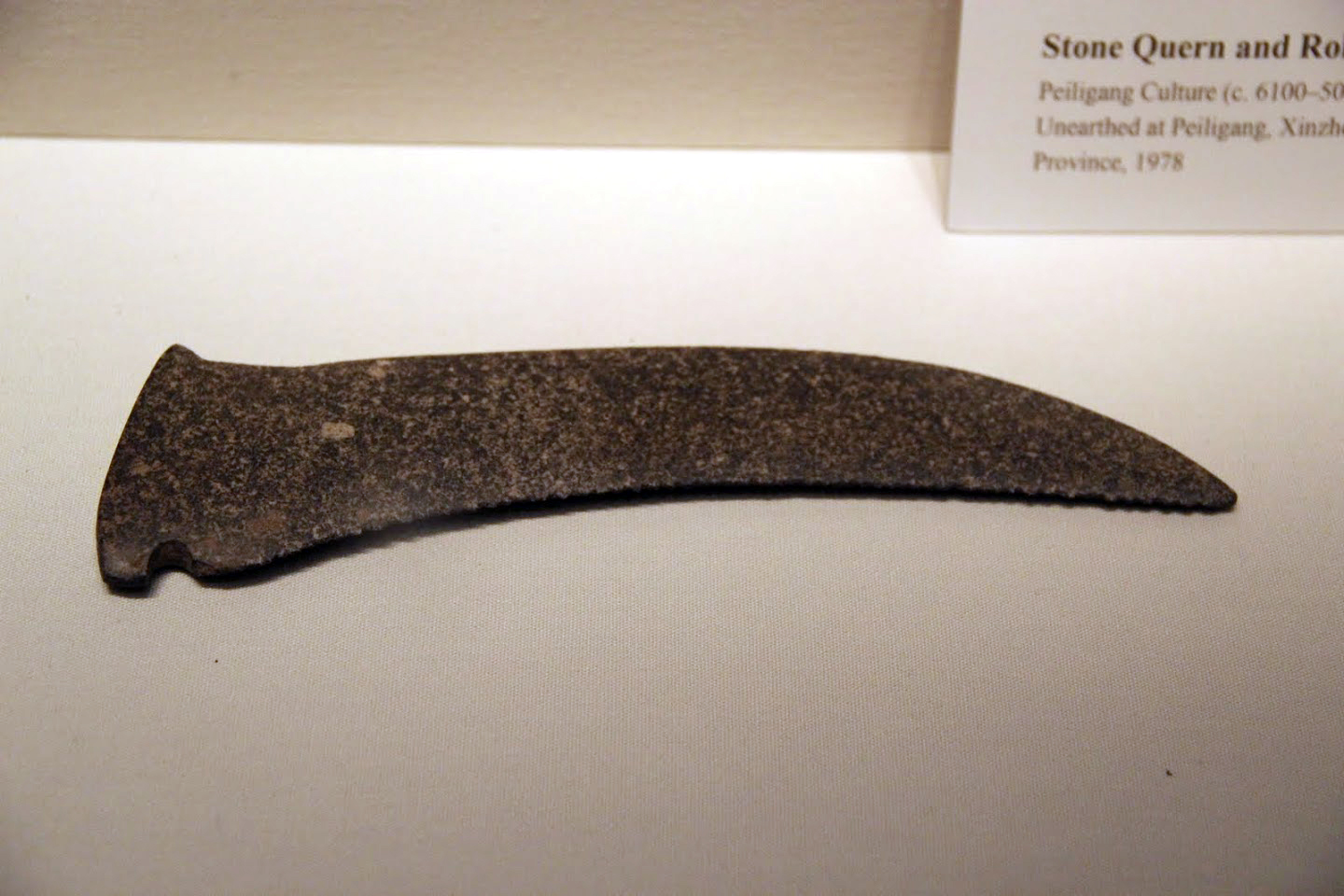
stenen sikkel, Jiaxian, Henan
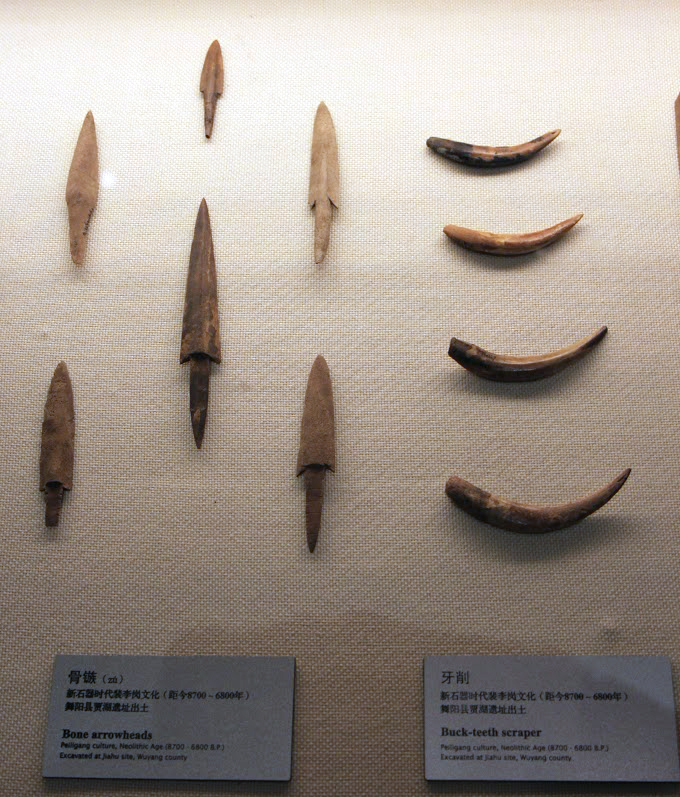
benen pijlpunten en tandenschrapers
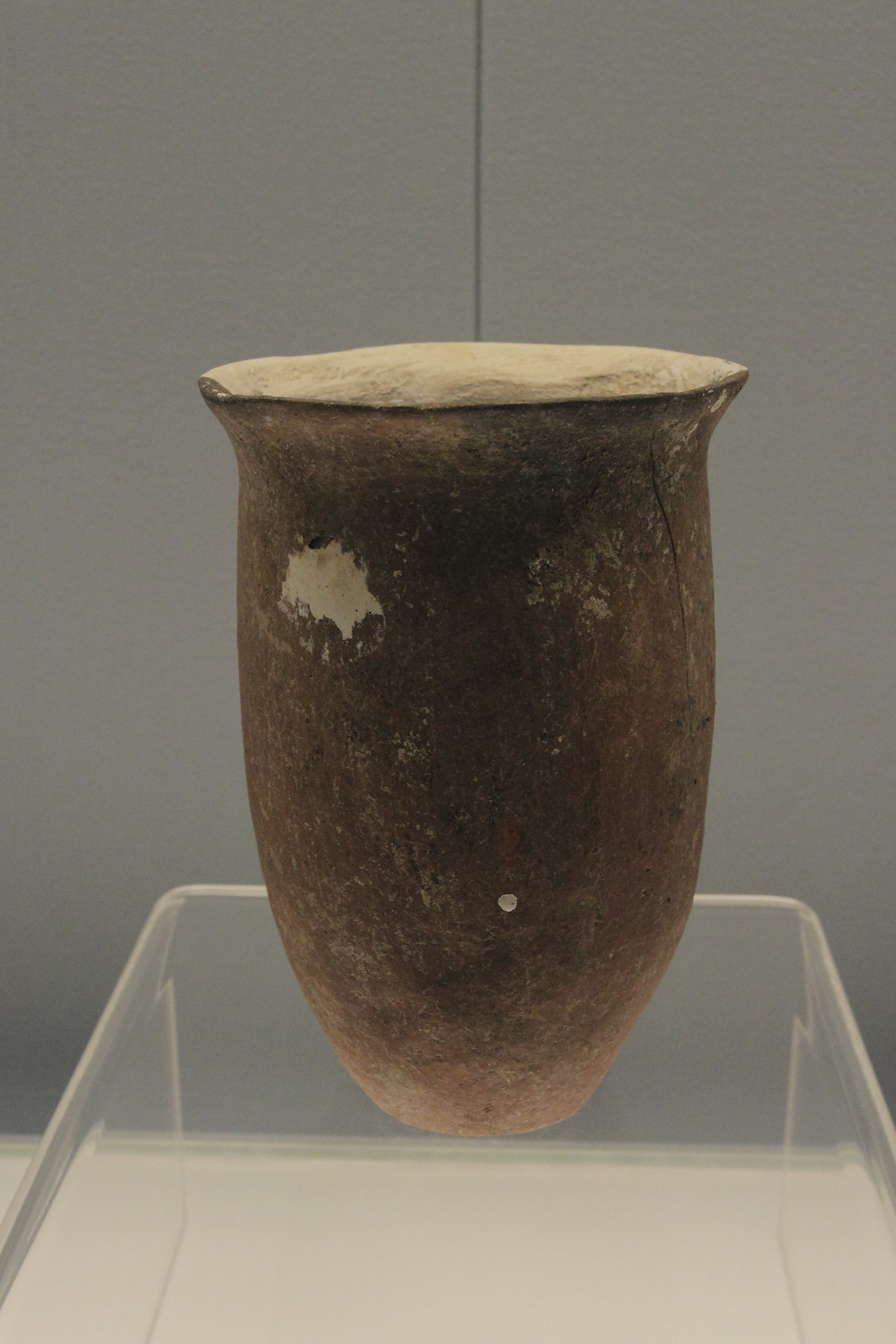
rode aardewerken pot